# 채프먼 대학교

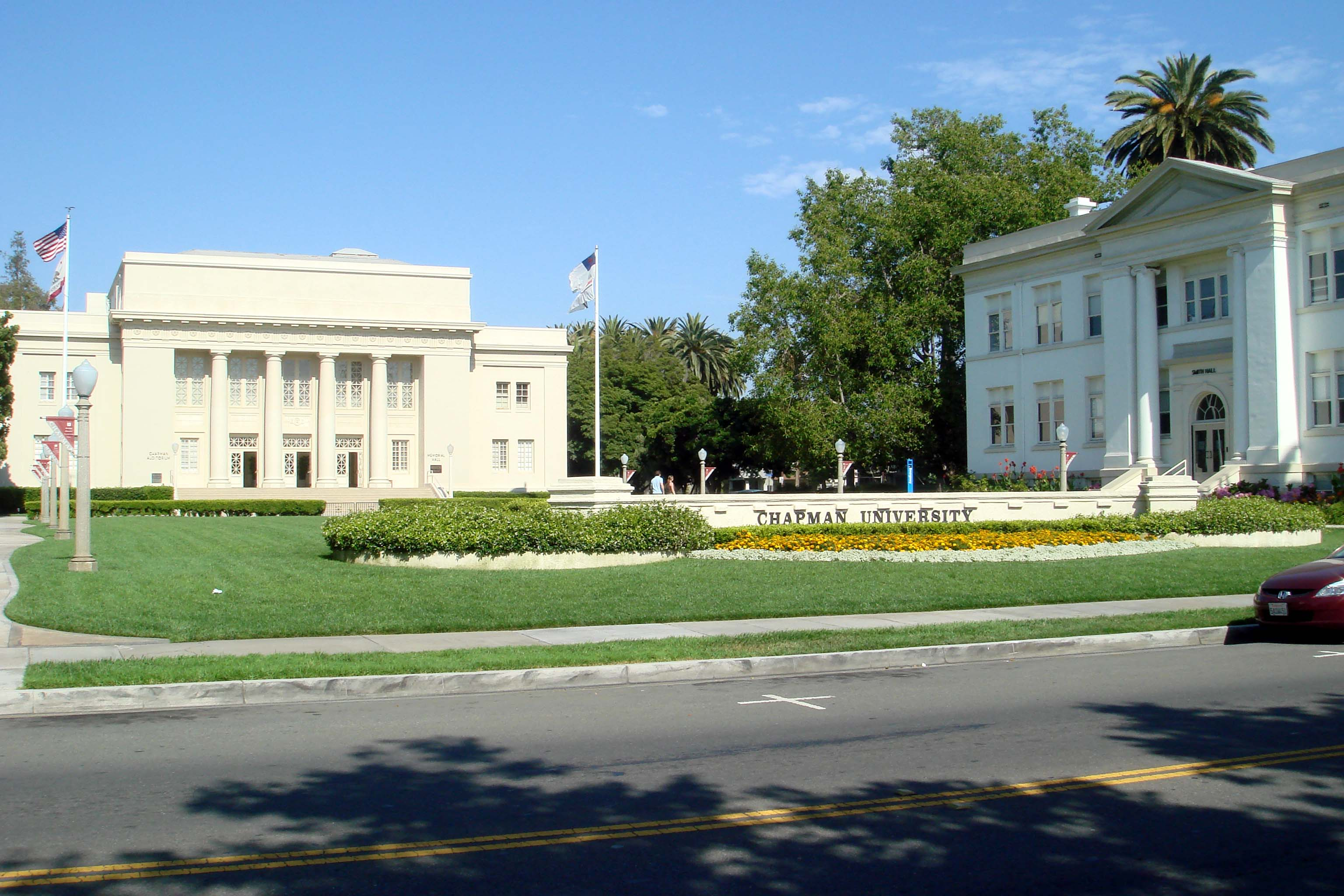

채프먼 대학교(Chapman University)는 미국 캘리포니아주 오렌지에 있는 4년제 사립 대학교이며 1861년에 첫 개교되었다.